# حقل غاز ميسكار
حقل غاز ميسكار  هو حقل غاز طبيعي يقع في خليج قابس في تونس. تم اكتشاف الحقل في 1975 وتستغله شركة مجموعة بي جي البريطانية. بدأ إنتاج الحقل في 2006 باستخراج غاز طبيعي ومتكثف الغاز الطبيعي. مجموع الاحتياطي المؤكد في حقل ميسكار يقدر ب1.5 تريليون قدم مكعب (43 كم مكعب). يقدر الإنتاج ب200 مليون قدم مكعب في اليوم ({\displaystyle 10^{6}} × {\displaystyle 5.7} m³/اليوم). 

تنتهي رخصة استغلال مجموعة بي جي للحقل سنة 2022.

## مقالات ذات صلة
- الطاقة في تونس
- اقتصاد تونس
- الموارد الطبيعية في تونس